# Museo Salar Jung
Il Museo Salar Jung è un museo d'arte situato a Dar al-Shifa', sulla sponda meridionale del fiume Musi a Hyderabad, nello stato di Telangana, in India. Si tratta di uno dei musei nazionali più importanti dell'India. Originariamente nacque come una collezione d'arte privata della famiglia Salar Jung, fu donato alla nazione dopo la morte dell'ultimo erede della dinastia Jung, Salar Jung III (1949), e inaugurato il 16 dicembre 1951.
Il museo è riconosciuto come uno tra i più grandi del mondo. Comprende una vasta collezione di oggetti e pezzi d'arte: sculture, dipinti, intagli, tessuti, manoscritti, ceramiche, manufatti metallici, riviste accademiche, armi rudimentali, tappeti, orologi e mobili provenienti da India, Giappone, Cina, Birmania, Nepal, Persia, Egitto, Europa e Nord America.

## Storia
La sua fondazione risale alla famiglia Salar Jung, una delle famiglie più illustri nella storia del Deccan, responsabile della collezione di oggetti d'arte rari provenienti da tutto il mondo.
Nawab Mir Turab Ali Khan, Salar Jung I, ricevette il titolo di Salar Jung Bahadur all'età di 13 anni, ed ebbe due figli e due figli. Fu un amministratore astuto, noto per le sue riforme e conoscitore dell'arte e si ispirò ai ricordi commemorativi realizzati per le incoronazioni delle famiglie reali europee. Durante la sua visita in Inghilterra nel 1876, ordinò oggetti in ceramica con i suoi ritratti. Si dice anche che abbia acquistato molti capolavori realizzati da artisti europei, tra cui la "Rebecca velata", scultura che oggi costituisce uno dei tesori più preziosi del Museo. Morì nell'anno 1883.
Il suo figlio maggiore, Mir Laiq Ali Khan, nominato Primo Ministro e "Imad-us-Sultanat", trascorse la maggior parte dei suoi anni nel portare avanti le riforme sociali iniziate da suo padre e morì a soli 26 anni. Il suo secondo figlio, Mir Yousuf Ali Khan ottenne il titolo di Salar Jung III a soli dieci anni. Egli entrò in possesso dei beni più importanti della famiglia, accumulati dal padre nel corso degli anni, e trasformò gradualmente questa straordinaria collezione in un tesoro d'arte. Prese le stesse orme del padre: fin da bambino iniziò a collezionare oggetti rari d'arte provenienti da tutto il mondo, fu interessati allele arti dell'India, dell'Europa, del Medio Oriente e dei paesi dell'Estremo Oriente. Ereditò anche un'enorme proprietà di 450 villaggi ed emulò le tradizioni delle famiglie reali europee commissionando a importanti case manifatturiere Europee la progettazione di posate e stoviglie con stemma dorato. Molti oggetti domestici oggi conservati nel museo ne sono la testimonianza.
Nel 1912 Salar Jung III, fu nominato Primo Ministro (o dewan) da Nawab Mir Osman Ali Khan Nizam VII. Ma lasciò la carica di Primo Ministro nel novembre 1914 per motivi si salute e in seguito dedicò interamente la sua vita ad arricchirsi di arte e letteratura. Egli spese una parte sostanziale del suo reddito, per un periodo di trentacinque anni, collezionando manufatti da tutto il mondo. La notizia del suo smisurato amore per l'arte si era diffusa internazionalmente e il suo palazzo, il Dewan Deodi (Diwan Devdi), era sempre affollato di venditori di merci provenienti da tutti gli angoli del mondo. Salar Jung III ampliò personalmente la collezione effettuando acquisti durante i suoi viaggi in Europa e nei paesi del Medio Oriente. Aveva anche agenti all'estero che gli inviavano cataloghi e listini di noti antiquari. Si interessava a oggetti artistici, manoscritti rari, quadri, ma fu anche un grande sostenitore di poeti, scrittori e artisti, incoraggiando attività letterarie e culturali. È stato responsabile della pubblicazione di molti libri sui membri della sua famiglia.
A seguito della sua morte, avvenuta il 2 marzo 1949, l'intera collezione rimase senza eredi nel suo palazzo ancestrale. Tuttavia i membri della famiglia del defunto Nawab decisero di donare la collezione alla nazione.
La collezione fu dichiarata aperta il 16 dicembre 1951 a Dewan Deodi, sotto forma di museo e fu inaugurata dal primo Primo Ministro dell'India, Pandit Jawaharlal Nehru. Successivamente il governo indiano, con il consenso dei membri della famiglia, rilevò formalmente il museo attraverso un atto di compromesso e il museo fu amministrato dal Ministero della ricerca scientifica e degli affari culturali, sotto il potere del governo indiano. Nel 1961 il museo Salar Jung insieme alla sua biblioteca fu dichiarato “Istituzione di importanza nazionale”, l'amministrazione è stata trasferita a un consiglio autonomo, con il governatore dell'Andhra Pradesh come presidente ex officio sotto il Salar Jung.
Gli esperti ritengono che l'attuale collezione costituisca solo la metà della ricchezza artistica originale raccolta dal Nawab. Sembra che i suoi dipendenti ne abbiano sottratto una parte, poiché il Nawab dipendeva dal suo staff per mantenere la vigilanza.
Lo stato decise di spostare il museo in un nuovo edificio e attraverso un concorso di progettazione, Mohammed Fayazuddin fu scelto come architetto del nuovo edificio. Il Museo è stato trasferito nell'edificio attuale, inaugurato dal dottor Zakir Hussain, presidente dell'India nel 1968.
Altre opere d'arte furono perse o rubate durante lo spostamento del museo da Dewan Devdi al sito attuale. Oggi il governatore del Telangana ne è il presidente.
Nel 2003, il museo fu dichiarato centro di conservazione dei manoscritti e firmò un memorandum d'intesa con la Missione Nazionale per i Manoscritti.
Nel 2006 scoppiò un incendio in uno degli auditorium del museo. Tuttavia, venne spento rapidamente e nessuno dei manufatti venne danneggiato.

## Collezione
La collezione del Museo Salar Jung può essere classificata in arte indiana, arte mediorientale, arte persiana, arte nepalese, arte occidentale, arte giapponese, arte cinese. Oltre la creazione de la “Galleria del Fondatore”, dedicata interamente alla famiglia Salar Jung, c'è una sezione per bambini, una collezione di flora e fauna, un'esposizione di monete e di orologi e una sala esclusiva per la "Rebecca Velata".
Le mostre sono suddivise in più di 38 gallerie. Le sue collezioni sono testimonianza di civiltà passate, che vanno dal II secolo a.C. all'inizio del XX secolo d.C. Il museo ha una collezione di oltre 46.000 oggetti d'arte, oltre 8.000 manoscritti e oltre 60.000 libri stampati che formano la collezione.

### Arte Indiana
La collezione di arte indiana è composta da dipinti in miniatura, dipinti moderni, bronzi, tessuti, giada, articoli Bidri, armi e armature, sculture in pietra, sculture in legno, sculture in avorio, articoli in metallo, argento e manoscritti. Questa sezione presenta antiche sculture di Andhra e dipinti del periodo medievale. Dopo che il Museo Salar Jung fu dichiarato “Istituzione di importanza nazionale” nel 1961, diverse opere di artisti indiani moderni furono annesse alla collezione originale.

#### Pittura in miniatura
La storia della pittura in miniatura risale al XIV secolo. Prima dell'invenzione della carta in India, all'incirca nel XIV secolo d.C., la pittura veniva praticata su stoffa, tavole di legno e foglie di palma, oltre alla tradizione precedente della pittura murale. I dipinti in miniatura presentati appartengono alla scuola di pittura del Gujaratdelle e alle scuole Mughal, Rajasthani, Thanjavur, Malwa e Deccan. Essi furono fortemente influenzati dagli stili di pittura in miniatura Moghul e persiani.
Tra le notevoli opere di pittura in miniatura:
- Intervista rubata di Raja Ravi Varma
- Notizie deludenti di Raja Ravi Varma
- "Janmashtami"
- Della scuola Moghul, di influenza europea è la Madonna col Bambino, del XVI secolo
- Il ritratto di "Raja Vikramaditya" esempio di ritratto disegnato da Bichittara nel XVI secolo d.C.
- il Principe con il falco, raffigura un viso persiano e proviene dalla scuola Moghul
- Il dipinto Malwa raffigurante scene del Ramayana, attribuite alla metà del XVII secolo e scene della mitologia indù del XVII secolo d.C.
- "Raja Prakash Chand" di Guler
- "Krishna che suona Holi con Gopi" di Bilaspur
- "Elefanti in lotta" di Bijapur

Il Museo possiede una ricca collezione di manoscritti illustrati e miniature della regione del Deccan, provenienti anche da Golconda e Bijapur. Tra questi manoscritti, "Bhog Bal" databile al XVI secolo, proveniente da Bidar, è uno dei beni più preziosi del museo.

#### Pittura moderna
Salar Jung III acquistò manualmente pochi dipinti moderni, ma quelli in collezione furono raccolti dal museo nel 1962. Sono presentati i capolavori dell'Indiano Ravi Verma, pioniere della scuola moderna tra cui due sue opere, Stolen Interview e The Kerela Beauty. Altre opere di numerosi maestri della Scuola Moderna sono esposte, tra cui Varma e Abdur Rahman Chughtai, M. F. Husain, K.K. Hebbar, Rabindranath Tagore, Abanidranath Tagore, Chugtai e Nandalal Bose.

#### Scultura
Il Museo Salar Jung possiede alcune ricche sculture indiane in pietra. Gli scultori Indiani esperti nello stile scultoreo della propria regione venivano spesso spostati da un luogo all'altro per acquisire la conoscenza dell'arte di altre regioni, per questo motivo le loro opere presentano caratteristiche diverse.
La galleria di sculture indiane ha quarantatré sculture in pietra che vanno dal I secolo a.C. al XIX secolo d.C., realizzate in arenaria, granito, pietra calcarea e marmo. Ventiquattro sculture indù, sei sculture Jaina (tra cui "Parsvanatha" e "Mahavira") e cinque sculture buddiste. Il museo ospita due rare sculture in pietra di “scisto” del periodo Gandhara e un paio di sculture in pietra della dinastia Sunga.

#### Argento
La sala dell'argento del museo presenta pezzi in filigrana, orecchini, pendenti e vassoi provenienti da Karimnagar e Cuttack. Opera di artigiani indiani capaci nell'incisione, nel cesello e nell'ornamento d decorazioni in argento. I primi esempi risalgono al 50 a.C., quando una patera d'argento fu scoperta da un muratore durante uno scavo di un sito buddista a Jalalabad, in Afghanistan.
Ci sono scatole di spezie, irrigatori di acqua di rose chiamati Gulab posh, cofanetti, huqqas, piatti, bicchieri e vasi per l'acqua, tutti provenienti dal Rajasthan.

#### Tessuti
L'antichità dei tessuti del museo risale alla civiltà della valle dell'Indo, dove negli scavi di Mohenjo-Daro fu trovato il cotone. In questa Galleria vengono presentati vari esemplari di tessuti, costumi e oggetti vari appartenenti agli ultimi tre secoli. I tessuti esposti includono broccato, himaru, mashru, mussola, seta, velluto e lana. Nella galleria si trova una gamma di costumi da Pagdi, Safa, Chuga, Jama, Patka a Kamarbands, Sarees, Odhani e scialli.
Il Museo possiede una ricca collezione di scialli complessi e colorati del Kashmir del XVIII e XIX secolo, tra cui si contraddistingue il modello e lo stile "Turanj".
Oltre a questo abbiamo anche una vasta collezione di costumi, quello di Jama con ricami Meenakari del 19º secolo e un enorme "Angarkha" inciso con ricami di floreali.

#### Collezione in Giada
La collezione di Giada del museo Salar Jung è probabilmente una delle più grandi collezioni museali di giada al mondo, si tratta di un'impressionante esposizione per la grandezza delle sue dimensioni, varietà e lavorazione. Secondo una pubblicazione del 1979 del Museo Salar Jung la collezione conta 984 oggetti con vari gradi di artigianato. Esistono due tipi di oggetti, i primi sono parzialmente realizzati in giada come le impugnature di pugnali e spade, mentre gli altri articoli sono puramente scolpiti nella giada come piccole coppe e miniature
La lavorazione della Giada in India è associata alle corti degli imperatori Moghul e alla dinastia Asaf Jah. Prima del XVI secolo non esisteva una tradizione di lavorazione della giada in India, sebbene gli artisti indiani avessero l'esperienza nel modellare e scolpire pietre come il cristallo di rocca.
La collezione di giada indiana presso il museo Salar Jung è nota per la qualità del design e la perfezione nella lavorazione ed è una testimonianza vivente della perfezione raggiunta dagli artigiani della giada. La maggior parte degli oggetti in giada sono intagliati con disegni floreali tradizionali e mostrano un'eccellente lucentezza e lucidatura. Esistono anche un numero abbastanza elevato di oggetti di Giada tempestati di pietre preziose come diamanti, rubini, smeraldi e turchesi.
Il museo è composto da coppe da vino, cornici di specchi, estremità di pipe huqqa, piatti, coppe, amuleti e un gran numero di spade e pugnali. La maggior parte degli oggetti sono datati dal XVII al XIX secolo in base alla lavorazione artigianale e agli abbellimenti.
Ci sono circa 130 pugnali con manico di giada, alcuni dei quali sono intarsiati con pietre preziose. Tra i pugnali più noti presenti nel museo ci sono i due che appartengono a Shah Jahan e Noor Jahan e quello di Aurangzeb. Molto rinomato è il Coltello da caccia dell'imperatore Moghul Jahangir: la parte superiore e il bordo smussato sono realizzati in oro, raffigurano un rampicante. L'elsa della lama è in giada bianca, incastonata di pietre preziose, attaccata ad una nappa circolare anch'essa in giada. Il rivestimento è in broccato ed è impreziosito dalla lavorazione meenakari.

#### Giochi e bambole
I giocattoli e le bambole dell'India risalgono fino ai tempi della civiltà della valle dell'Indo e costituiscono una parte importante della cultura indiana. Essi hanno il loro stile simbolico e vengono utilizzati in cerimonie, feste e occasioni di buon auspicio. Oltre ad avere un fascino estetico, essi hanno sempre rappresentato un elemento di importante impatto psicologico sui bambini in crescita.
Questi giocattoli sono realizzati in legno "Tella Poniki" e la loro produzione fu influenzata delle figure degli uccelli e dalla mitologia, accompagnata da uno stile realistico e raro.

#### Sculture in avorio
La vasta collezione di sculture in avorio proviene da tutto il mondo, dai tempi antichi della civiltà della valle dell'Indo fino al XX secolo. L'avorio è stato continuamente utilizzato dagli intagliatori indiani come mezzo per esprimere il proprio talento artistico attraverso la sua durabilità e delicatezza.
I temi diversi proposti sono: figure umane, mitologiche, animali, scacchi, tagliacarte, mobili e dipinti. Uno dei beni più preziosi di questa collezione è la "stuoia d'avorio". L’effetto risultante, anche se piuttosto gradevole, lascia stupiti dalle abilità dell’artigiano. Una parte importante è un'interessante coppia di sedie originariamente appartenuta a Tipu Sultan, donatagli dal re Luigi XVI di Francia.
Il set “Chessmen” e “Chausar” della collezione formano un set degli scacchi, che raffigura il pedone come soldati e il re e la regina che cavalcano elefanti bardati. Questi scacchi dipinti appartengono al XVIII e XIX secolo dell'India settentrionale.
Il museo ha anche una collezione di "tagliacarte", la cui impugnatura rappresenta un elefante in fascia con tre persone sedute all'interno, in piedi su un piedistallo di intaglio a rilievo. Infine altri pezzi d'arte completano la scenografia: scene di processione, scatole finemente intagliate, fruste per mosche, figure di animali e letti.

### La Rebecca Velata
Nel 1876 durante la sua visita a Roma, Salar Jung I acquistò una scultura in marmo realizzata nello stesso anno dallo scultore milanese G.B Benzoni, intitolata “Rebecca Velata”. Il museo custodisce con gelosia questa statua, la quale presenta tutte le migliori qualità del periodo neoclassico del XIX secolo. Di una bellezza perfettamente proporzionata, la donna ebrea Rebecca si presenta in modo seducente, avvolta in un velo trasparente. Tutte le parti che la compongono sono state scolpite in un unico pezzo di marmo. Le pieghe del vestito e le sue curve sono rifinite con precisione, lucidità e meticolosità.
La stanza che conserva La Rebecca Velata non ospita solo la scultura, tenuta in uno spazio isolato e illuminata dall'alto da una luce artificiale, ma presenta nelle pareti laterali delle nicchie. Le nicchie, incavate nello spessore del muro, sono riempite da altre sculture in marmo raffiguranti giovani donne o ninfee femminili e graziose che esibiscono sinuosità leggere e naturali.